# Jac Holzman

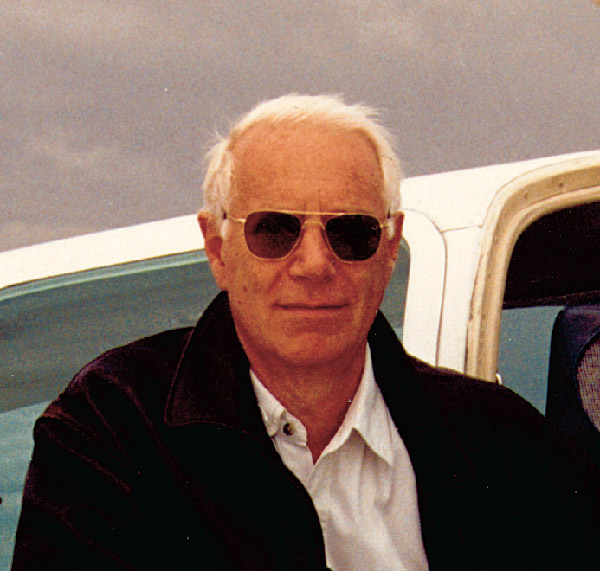
Jac Holzman, 2010

Jac Holzman, eigentlich Jacob Holzman (* 15. September 1931 in New York City) ist ein US-amerikanischer Geschäftsmann. Bekannt wurde er vor allem als Gründer der Plattenlabel Elektra Records, Nonesuch Records und Cordless Recordings.

## Biografie
1950 gründete Holzman während seiner Studienzeit zusammen mit Paul Rickholt Elektra Records. Er nahm zahlreiche Bands und Musiker für Elektra unter Vertrag, die später Weltruhm erlangten, darunter die Doors, Queen, Love, Judy Collins, Carly Simon, die Stooges, MC5 und die Butterfield Blues Band. 1964 gründete Holzman das Elektra-Sublabel Nonesuch Records für klassische Musik, später kamen Jazz und Weltmusik dazu.
1970 wurden Elektra und Nonesuch Records von der Kinney National Company aufgekauft, aus der wenig später Warner Communications hervorging. Holzman blieb noch bis 1973 für seine Label tätig, danach widmete er sich anderen Geschäftsbereichen, darunter Home Video, interaktives Kabelfernsehen, Compact Disc, Videospiele und Investment.
1991 kehrte er ins Musikgeschäft zurück, als seine Investmentfirma FirstMedia die Jazzlabel Discovery, Trend und Musicraft erwarb. 1998 veröffentlichte Holzman das Buch Follow The Music: The Life And High Times Of Elektra Records In The Great Years Of American Pop Culture, geschrieben zusammen mit Gavan Daws. 2005 gründete Holzman das Label Cordless Recordings. 2013 war er an der Erstellung der iPad-App The Doors beteiligt.
Holzman ist der Vater des Jazzpianisten Adam Holzman, der Autorin Jaclyn Easton und des Filmemachers Marin Sander-Holzman.

## Auszeichnungen
- 2008: Grammy Trustees Award
- 2011: Ahmet Ertegün Award der Rock and Roll Hall of Fame[3][4]
- 2014: NYU Music Business Program Visionary Award[4]

## Artikel und Interviews
- Gespräch mit Max Dax: »Ich schenkte Jim Morrison ein Mikrofon – und er fühlte sich verstanden« in: Der Spiegel Nr. 45 / 30. Oktober 2020, S. 128–130